# غوردون غرافيل
غوردون غرافيل (بالإنجليزية: Gordon Gravelle) هو لاعب كرة قدم أمريكية أمريكي، ولد في 12 يونيو 1949 في أوكلاند في الولايات المتحدة.

## وصلات خارجية
- غوردون غرافيل على موقع مرجع كرة القدم المحترفة.كوم (الإنجليزية)